# Radiația talamică inferioară
Radiația talamică inferioară (Radiatio thalami inferior) sau pedunculul talamic inferior (Pedunculus thalami inferior), pedunculul talamic ventral este un grup de fibre nervoase care trece prin partea sublenticulară a capsulei interne, și conectează nucleii talamici mediali și corpul geniculat medial cu cortexul lobului temporal și al insulei.  
Radiația talamică inferioară constă în principal din fibrele ascendente a radiații acustice (fibrele geniculotemporale) care provine din corpul geniculat medial și se termină în girusul temporal transvers Heschl (ariile auditive 41 și 42) și girusul temporal superior. În radiația inferioară talamică sunt prezente și câteva fibre care conectează talamusul cu cortexul temporal (fibre talamotemporale) și al insulei. Fibrele temporotalamice sunt fibre descendente în această radiație. În acestă radiație sunt prezente și fibre temporopulvinariene.
Radiațiile acustice (fibrele geniculotemporale),  fibrele amigdalotalamice, amigdalohipotalamice și amigdaloseptale intră în constituția ansei pedunculare.